# 新源基礎建設信託
新源基礎建設信託（CitySpring Infrastructure Trust，SGX：A7RU），在2007年由淡馬錫控股分拆首份基建信託基金上市，主要在澳大利亞經營煤氣、供水和供電行業，包括「城市煤气信托」、「新泉信托」及「澳洲Basslink」。
總部位於111 Somerset Road #02-05 TripleOne Somerset Singapore 238164。主席為Daniel Cuthbert Ee Hock Huat，以及總裁為Tong Yew Heng。該股份在2007年2月12日於新加坡交易所主板上市。招股價為0.77至0.89新加坡元之間，發行股份為321,750,000股，集資額為300,000,000新加坡元。

## 連結
- CitySpring.com.sg （页面存档备份，存于）